# 天開 (妙清)
天開（1135年－1136年）是高丽反抗军首领大為国君主妙清之年號。

## 紀年、干支、西曆對照表
| 天開   | 元年   | 二年   |
| ------ | ------ | ------ |
| 儒略曆 | 1135年 | 1136年 |
| 干支   | 乙卯   | 丙辰   |

## 同期存在的其他政權之紀年
- 中國
  - 紹興（1131年－1162年）：南宋—宋高宗之年號
  - 康國（1134年－1143年）：西遼—德宗耶律大石之年號
  - 天會（1123年－1137年）：金朝—金太宗吳乞買、金熙宗完颜亶之年號
  - 阜昌（1130年－1137年）：刘齐—刘豫之年號
  - 大德（1135年－1139年）：西夏—夏崇宗李乾順之年號
- 越南
  - 天彰寶嗣（1133年－1138年）：李朝—李陽煥之年號
- 日本
  - 長承（1132年－1135年）: 崇德天皇之年号
  - 保延（1135年－1141年）：崇德天皇之年号

## 参看
- 朝鮮半島年號列表
- 其他使用天開年號的政權